# Émile Shoufani
Cette page contient des caractères spéciaux ou non latins. S’ils s’affichent mal (▯, ?, etc.), consultez la page d’aide Unicode.
Émile Shoufani (en hébreu : אמיל שופאני ; en arabe : أميل شوفاني), né le 24 mai 1947 à Nazareth et mort le 18 février 2024 dans la même ville, est un théologien israélien et un éducateur chrétien arabe, militant de la paix, archimandrite de l'Église grecque-catholique melkite de la Terre sainte.

## Biographie

### Le «curé de Nazareth»
Émile Shoufani est le deuxième de huit enfants d’un père melkite et d'une mère orthodoxe. Quelques mois après la création d’Israël en 1948, il est expulsé avec sa famille. Son grand-père ainsi que son oncle sont tués par l’armée israélienne durant la première guerre israélo-arabe. Il est élevé par sa grand-mère, qui lui inculque la valeur du pardon et le refus de la haine. Enfant de chœur à l’église d’Eilaboun, qui avait été construite après 1949, il est très tôt fasciné par la liturgie et entre au séminaire dès l’âge de 13 ans. Envoyé en France par ses supérieurs à 17 ans, il étudie la philosophie et la théologie au séminaire de Morsang-sur-Orge, puis au séminaire Saint-Sulpice d’Issy-les-Moulineaux en 1966. Il est ordonné prêtre en 1971.
Prêtre grec-catholique à Nazareth, il enseigne au collège Saint-Joseph, dont il prend la direction en 1976. Dans ce collège où la moitié des élèves sont des musulmans et l’autre des chrétiens, le père Shoufani œuvre chaque jour pour encourager l'enseignement des valeurs démocratiques et du dialogue. Depuis plus de vingt ans, des rencontres avec des écoles juives sont organisées trois fois par an.

### Un acteur pour le rapprochement judéo-arabe
Vivant au cœur des affrontements israélo-palestiniens, Émile Shoufani comprend que la meilleure façon de faire un pas vers la réconciliation et le dialogue est d’enseigner la Shoah. Fin 2002, il organise le premier voyage judéo-arabe à Auschwitz-Birkenau en mai 2003,. Jean Mouttapa, directeur du département Spiritualités des éditions Albin Michel et fervent acteur du dialogue interreligieux, lui apporte une aide précieuse en organisant la partie française du pèlerinage et crée l’association « Mémoire pour la paix ». Cette initiative soutenue par de nombreux intellectuels en Israël a rassemblé plus de 500 personnes et lui a valu le prix Unesco de l’éducation pour la paix la même année.

« Celui qui est en face de moi est un être qui a une qualité à découvrir et non pas une carte d’identité à brandir. »

## Le projet d'Émile Shoufani «Mémoire de la paix»
« J’appelle mes frères arabes à se joindre à moi pour accomplir ensemble un geste fort, gratuit et absolument audacieux. Sur ce lieu qui incarne l’atroce du génocide, à Auschwitz-Birkenau, nous ferons acte de fraternité envers les millions de victimes… Cet acte de mémoire signifiera notre refus radical d’une telle humanité, il témoignera de notre capacité à comprendre la blessure de l’autre. »

« J’appelle mes frères juifs à comprendre que pour l’immense majorité du monde arabe et musulman, le conflit qui nous déchire n’est absolument pas d’ordre religieux, ni encore moins racial. Les Arabes ne sont pas les continuateurs de ceux qui voulurent jadis faire disparaître les Juifs en tant que Juifs. Héritiers comme eux de la foi d’Abraham, ils sont comme eux porteurs de valeurs lumineuses. »

« Ce détour par les abîmes les plus sombres de la mémoire de l’humanité ne peut relativiser en aucune façon les souffrances d’autres populations, en d’autres lieux et en d’autres temps. Il ne peut au contraire que nous renvoyer chacun à nos responsabilités du présent, et à notre vocation d’êtres humains en marche vers un Vivre ensemble. »

## Titres honorifiques
- Docteur honoris causa de l'université catholique de Louvain (2004)
- Docteur honoris causa de l'université hébraïque de Jérusalem (2004)

## Distinction
- Prix de l'Amitié judéo-chrétienne de France (2014)[7],[8].

## Publications
- Célébrations chrétiennes (2004), collectif avec Didier Decoin, Xavier Emmanuelli, Sylvie Germain, Frédérique Hébrard, Colette Nys-Mazure, Marie Rouanet, Michel Tournier
- Comme un veilleur attend la paix (2002), entretien avec Hubert Prolongeau. Prix de Spiritualités d’aujourd’hui en 2003
- Célébration de la Lumière (2001), avec Christine Pellistrandi
- Voyage en Galilée (1999)

### Biographie
- Hubert Prolongeau, Le Curé de Nazareth, Albin Michel, 2002.